# اكل البذور الرصاصي (طير)
آكل البذور الرصاصي (بالإنجليزية: Plumbeous seedeater) هو نوع من الطيور يتبع جنس Sporophila من فصيلة التناجرية.

## التوزيع والموطن
يمكن العثور على هذا الطائر في البلدان التالية: الأرجنتين، بوليفيا، البرازيل، كولومبيا، غيانا الفرنسية، غيانا، باراغواي، بيرو، سورينام، وفنزويلا.
موائله الطبيعية هي المراعي شبه الاستوائية أو الاستوائية الجافة، ومراعي المرتفعات شبه الاستوائية أو الاستوائية الجافة.